# Dermamoebidae
Famille
Les Dermamoebidae sont une famille d'amibes de l’ordre des Dermamoebida (classe des Discosea).

## Étymologie
Le nom de la famille vient du genre type Dermamoeba, dérivé du grec δερμ / derm, « peau », et ἀμοιβή / amoeba, « échange », par allusion aux amibes, littéralement « amibe-peau, ou amibe (analogue à) de la peau ».

## Description
Les Dermamoebidae sont des amibes aux cellules oblongues, en forme de lancette, irrégulièrement triangulaires ou en forme de limace ; avec une surface cellulaire lisse ou avec quelques crêtes larges, jamais ridées. Ils ont des pseudopodes triangulaires courts et larges et, dans certains espèces, des sous-pseudopodes de type dactylopode. Leur enveloppe cellulaire a une structure complexe : elle est multicouche, constituée de structures hélicoïdales étroitement serrées ou de structures pentamériques en forme de couronne.
Le genre type Dermamoeba a une forme locomotrice ovale ou allongée, de dimension pouvant aller jusqu'à 85 µm de longueur ; il présente souvent un rétrécissement de l'extrémité antérieure. On y observe une large zone hyaline, s'étendant souvent postérieurement le long des marges. La surface de la cellule est lisse, mais, parfois elle est uroïde morulée donnant naissance à des plis superficiels à l'arrière. Son noyau se présente fréquemment avec une paire de corps centraux. Le cytoplasme peut avoir des inclusions jaunes/brunes. Il se nourrit de fungi et d'autres microorganismes du sol. Au moins une espèce forme des  cystes.

## Liste des genres
Selon IRMNG (25 décembre 2024) :
- Dermamoeba Page & Blakey, 1979  genre type
  - Espèce type : Dermamoeba granifera (Greeff, 1866)
- Mycamoeba Blandenier, Seppey, Singer, Vlimant, Simon, Duckert & Lara, 2017
- Paradermamoeba Smirnov & Goodkov, 1993

## Systématique
Le nom valide de ce taxon est Dermamoebidae Cavalier-Smith & Smirnov (d), 2011,.

### Publication originale
- (en) Alexey V. Smirnov, Ema Chao, Elena S. Nassonova et Thomas Cavalier-Smith, « A Revised Classification of Naked Lobose Amoebae (Amoebozoa: Lobosa) », Protist, Allemagne, vol. 162, no 4,‎ octobre 2011, p. 545-570 (ISSN 1434-4610, e-ISSN 1618-0941, DOI 10.1016/j.protis.2011.04.004, lire en ligne, consulté le 25 décembre 2024).